# Dornitz

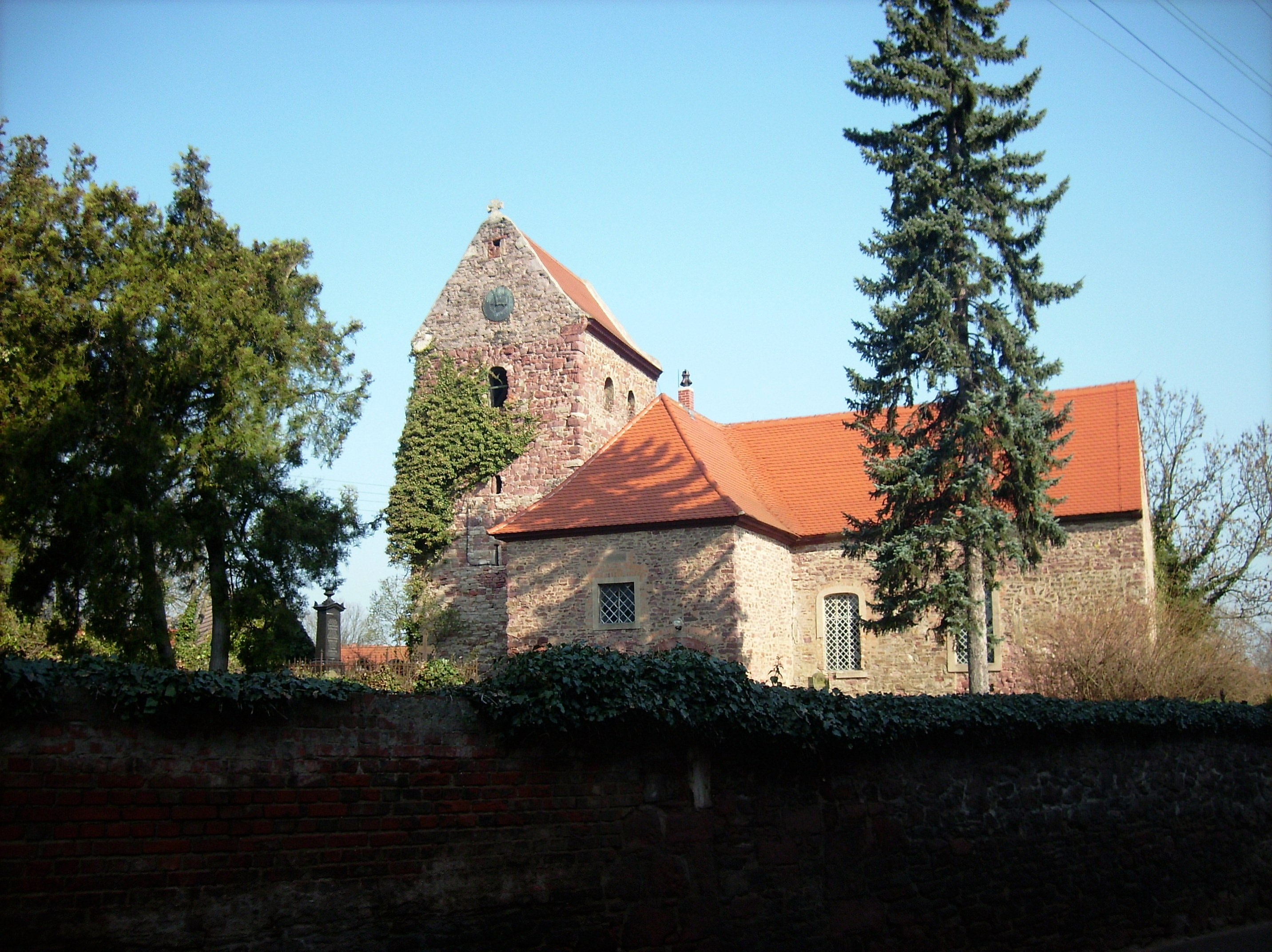
Dorfkirche Dornitz, 2009

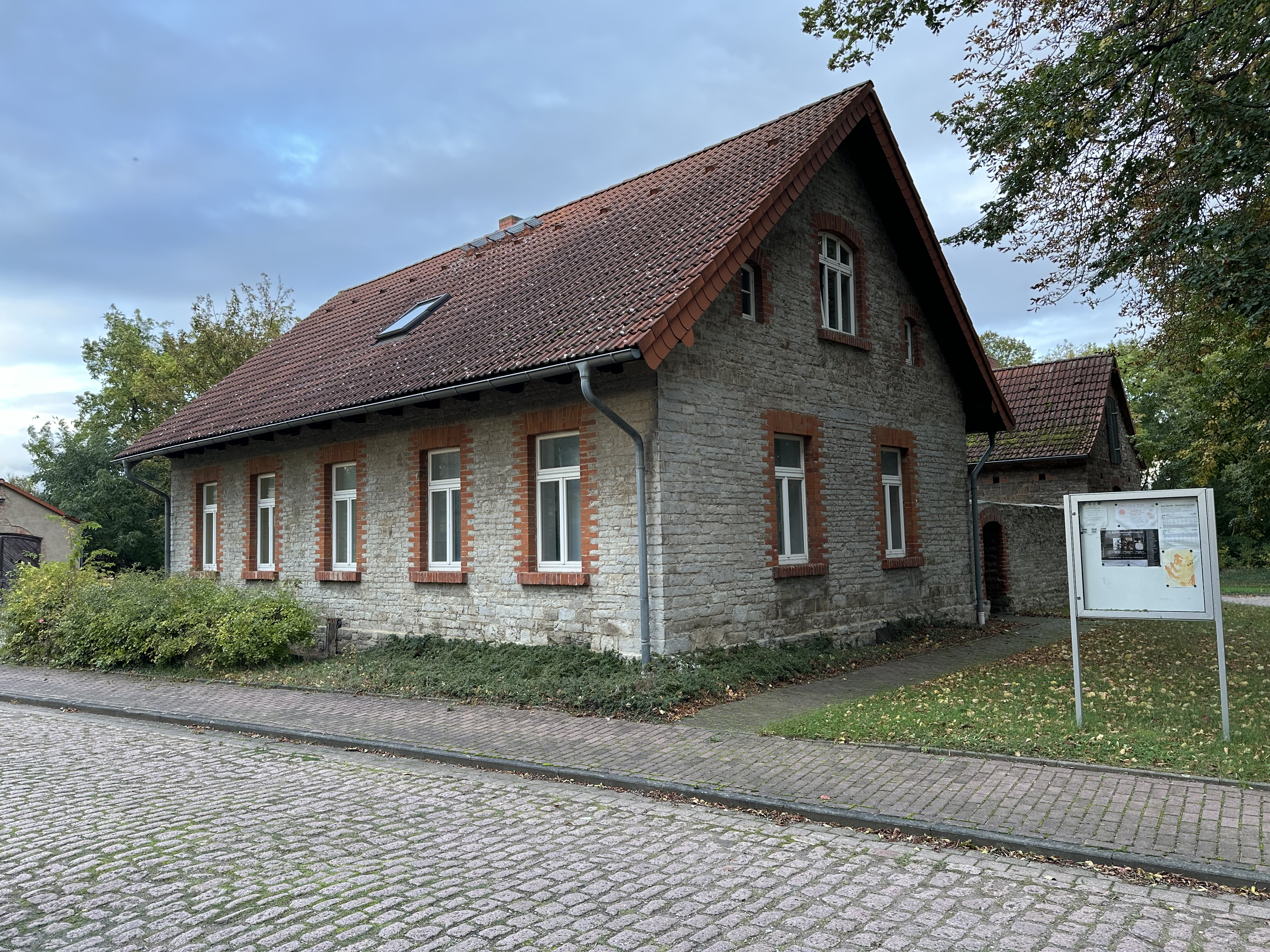
Dorfschule, 2024

Dornitz ist ein zur Ortschaft Domnitz der Stadt Wettin-Löbejün in Sachsen-Anhalt gehörendes Dorf.

## Lage
Der Ortsteil Dornitz liegt nordwestlich von Domnitz, im nördlichen Teil der Kommune Wettin-Löbejün. Durch die Ortslage verläuft der Dornitzer Graben, der nördlich von Dornitz in den östlich verlaufenden Sixbach mündet.
Unmittelbar an der Südseite von Dornitz verläuft die Landesstraße L50, die Magdeburg mit Halle (Saale) verbindet. Nordöstlich der Ortslage besteht die Bundesautobahn 14, die ebenfalls diese beiden Städte verbindet, sowie die Bahnstrecke Halle–Vienenburg. Nachbardörfer sind Garsena im Nordwesten und Domnitz südöstlich.

## Geschichte
Der Name Dornitz soll auf eine slawische Besiedlung zurückgehen. Die Dorfkirche Dornitz wurde im 13. Jahrhundert errichtet. 1898 wurde Wilhelmine Koch, genannt Kochminchen, aus Geldgier ermordet. Sie lebte auf einem Bauernhof in einer Hütte. Kochminchen wurde auf dem Friedhof von Dornitz beigesetzt, ihre Hütte im Jahr 1900 abgerissen. Am 20. Juli 1950 wurde Dornitz nach Domnitz eingemeindet und kam später als Teil von Domnitz mit zur Stadt Wettin-Löbejün.

## Bauwerke
Neben der Dorfkirche sind noch mehrere weitere Gebäude des Orts im Denkmalverzeichnis des Landes Sachsen-Anhalt eingetragen. Darunter die ehemalige Dorfschule Dornitz und das Wohnhaus An der Langen Straße 4.

## Dornitz in der Literatur
In der von Siegmar von Schultze-Galléra geschaffenen Erzählung Der Hüttenmeister von Dornitz wird die Situation der Region während des Dreißigjährigen Kriegs thematisiert.